# Saint-Jory
Saint-Jory is een gemeente in het Franse departement Haute-Garonne in de regio Occitanie. De plaats maakt deel uit van het arrondissement Toulouse. Saint-Jory telde op 1 januari 2022 7.996 inwoners.

## Geografie
De oppervlakte van Saint-Jory bedroeg op 1 januari 2022 19,1 vierkante kilometer; de bevolkingsdichtheid was toen 418,6 inwoners per km².

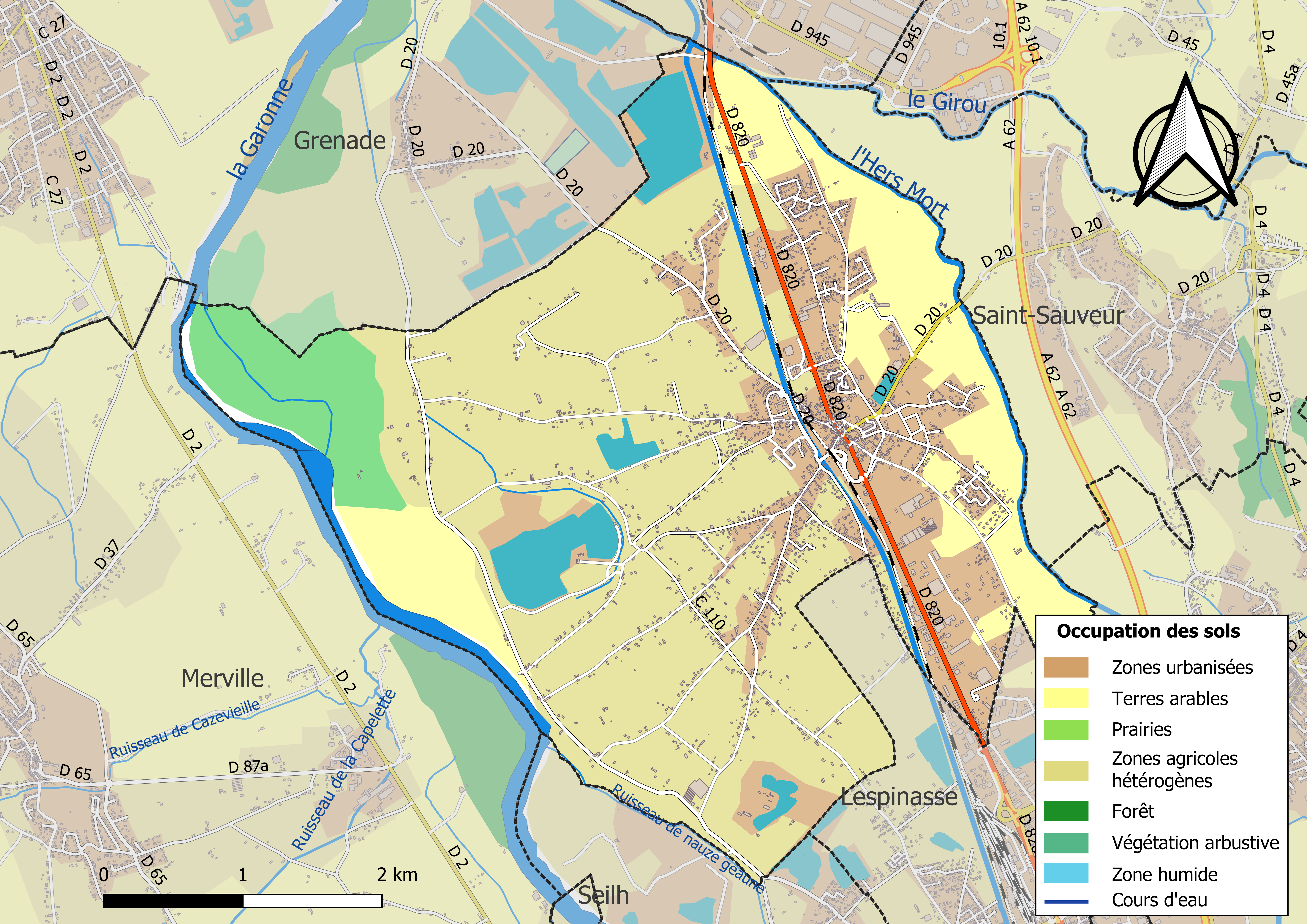
Kaart van de gemeente met belangrijkste infrastructuur, bodemgebruik en omliggende gemeenten

## Verkeer en vervoer
In de gemeente ligt spoorwegstation Saint-Jory.

## Demografie
De figuur toont het verloop van het inwonertal (bron: INSEE-tellingen).